# Мялильнярылькы
Мялильнярылькы (устар. Вельнярыль-Кы) — река в России, протекает по территории Ямало-Ненецкого автономного округа. Устье реки находится в 201 км по правому берегу реки Варка-Сылькы. Длина реки составляет 32 км. В 3 км от устья, по правому берегу реки впадает река Кыпа-Мялильнярылькы.

## Данные водного реестра
По данным государственного водного реестра России относится к Нижнеобскому бассейновому округу, водохозяйственный участок реки — Таз, речной подбассейн реки — подбассейн отсутствует. Речной бассейн реки — Таз.
Код объекта в государственном водном реестре — 15050000112115300069626.